# Riki Mangana
Ricardo Enrique Mangana Barberá (Caracas, 22 de septiembre de 1999), más conocido como Riki Mangana, es un futbolista hispano-venezolano. Juega como lateral derecho y su equipo es la Estudiantes de Mérida Fútbol Club de la Primera División de Venezuela.

## Clubes
| Club                                | País      | Año           |
| ----------------------------------- | --------- | ------------- |
| Celta de Vigo B                     | España    | 2017-2021     |
| CD Guijuelo (préstamo)              | España    | 2020          |
| Coruxo FC (préstamo)                | España    | 2021          |
| Cultural y Deportiva Leonesa        | España    | 2021-2022     |
| SD Compostela                       | España    | 2022-2024     |
| Ourense Club de Fútbol              | España    | 2024          |
| Club de Fútbol Talavera de la Reina | España    | 2024          |
| Academia Puerto Cabello             | Venezuela | 2025          |
| Estudiantes de Mérida               | Venezuela | 2025-presente |